# Iassus formosanus
Iassus formosanus är en insektsart som beskrevs av Matsumura 1912. Iassus formosanus ingår i släktet Iassus och familjen dvärgstritar. Inga underarter finns listade i Catalogue of Life.